# Maryna Łazebna
Maryna Wołodymyriwna Łazebna, ukr. Марина Володимирівна Лазебна (ur. 10 czerwca 1975 w Piskiwce) – ukraińska ekonomistka i urzędniczka państwowa, w latach 2020–2022 minister polityki społecznej.

## Życiorys
W 1998 ukończyła zarządzanie produkcją na Kijowskim Uniwersytecie Narodowym im. Tarasa Szewczenki. Uzyskała następnie stopień kandydata nauk ekonomicznych. Od 2000 pracowała jako specjalistka w resorcie gospodarki, pełniła funkcję zastępczyni departamentu do spraw reformy systemu emerytalnego. W latach 2003–2011 zatrudniona w Sekretariacie Gabinetu Ministrów Ukrainy. Później do 2013 była związana z ministerstwem polityki społecznej, gdzie m.in. pełniła funkcję dyrektora departamentu rynku pracy i zatrudnienia. Od maja 2013 do lipca 2014 kierowała Państwową Służbą Zatrudnienia Ukrainy. Później prowadziła własną działalność gospodarczą, pracowała też przez kilka lat przy projekcie modernizacji systemu wsparcia socjalnego na Ukrainie. Od sierpnia do października 2019 zarządzała państwową służbą zajmującą się ochroną socjalną.
W marcu 2020 powołana na ministra polityki społecznej w utworzonym wówczas rządzie Denysa Szmyhala. Zakończyła pełnienie tej funkcji w lipcu 2022.